# Niederseeon
Niederseeon ist ein Gemeindeteil der Gemeinde Moosach im oberbayerischen Landkreis Ebersberg. Das Dorf liegt circa zwei Kilometer westlich von Moosach.

## Baudenkmäler
- Wegkapelle, erbaut in der zweiten Hälfte des 19. Jahrhunderts
- Ehemaliges Jagdhaus, erbaut um 1900

## Bildung
- Montessori-Schule Niederseeon
- Kindergarten